# Katzenelnbogen (Verbandsgemeinde)
Katzenelnbogen est une Verbandsgemeinde (collectivité territoriale) de l'arrondissement de Rhin-Lahn dans la Rhénanie-Palatinat en Allemagne. Le siège de cette Verbandsgemeinde est dans la ville de Katzenelnbogen.
La Verbandsgemeinde de Katzenelnbogen consiste en cette liste d'Ortsgemeinden (municipalités locales) :

Localisation de la Verbandsgemeinde de Katzenelnbogen dans l'arrondissement de Rhin-Lahn

| 1. Allendorf 2. Berghausen 3. Berndroth 4. Biebrich 5. Bremberg 6. Dörsdorf 7. Ebertshausen 8. Eisighofen 9. Ergeshausen 10. Gutenacker 11. Herold | 1. Katzenelnbogen 2. Klingelbach 3. Kördorf 4. Mittelfischbach 5. Niedertiefenbach 6. Oberfischbach 7. Reckenroth 8. Rettert 9. Roth 10. Schönborn |